# Památník obětem represí balkarského národa
Památník obětem represí balkarského národa (rusky Мемориал жертвам репрессий балкарского народа) se nachází v lázeňské čtvrti Dolinsk v Nalčiku, hlavním městě Kabardsko-balkarské republiky Ruské federace. Památník, jehož součástí je obsáhlá muzejní expozice, byl vybudován pro připomenutí utrpení balkarského národa, jehož příslušníci byli vysídleni 8. března 1944 na základě rozhodnutí nejvyššího stranického vedení Sovětského svazu do Kazachstánu a dalších středoasijských republik SSSR. V areálu památníku se v době výročí deportace Balkarů každoročně konají pietní shromáždění. Památník je státní organizace, spadající pod Ministerstvo kultury Kabardsko-balkarské republiky.

## Historie
Památník byl budován dlouhých 13 let. Výstavba započala v roce 1989 krátce po zahájení Gorbačevovy perestrojky a politiky glasnosti. Autorem projektu byl balkarský architekt Malik Guziev. Památník byl slavnostně otevřen 8. března 2002, v den 58. výročí deportace Balkarů. Zakladatelem a prvním ředitelem památníku byl Idris Chuseevič Taukenov (Идрис Хусеевич Таукенов), který sám jako jedenáctiletý chlapec zažil v roce 1944 vysídlení do Kyrgyzstánu. Od roku 2007 je ředitelkou památníku Farizat Temmoeva.

## Muzejní expozice
Památník je jednoposchoďový objekt o celkové ploše 600 m². V přízemí i na prvním poschodí je stálá muzejní expozice a příslušné zázemí pro služební účely. Dále jsou zde zvláštní sály pro časově omezené výstavy a pro promítání filmových dokumentů.

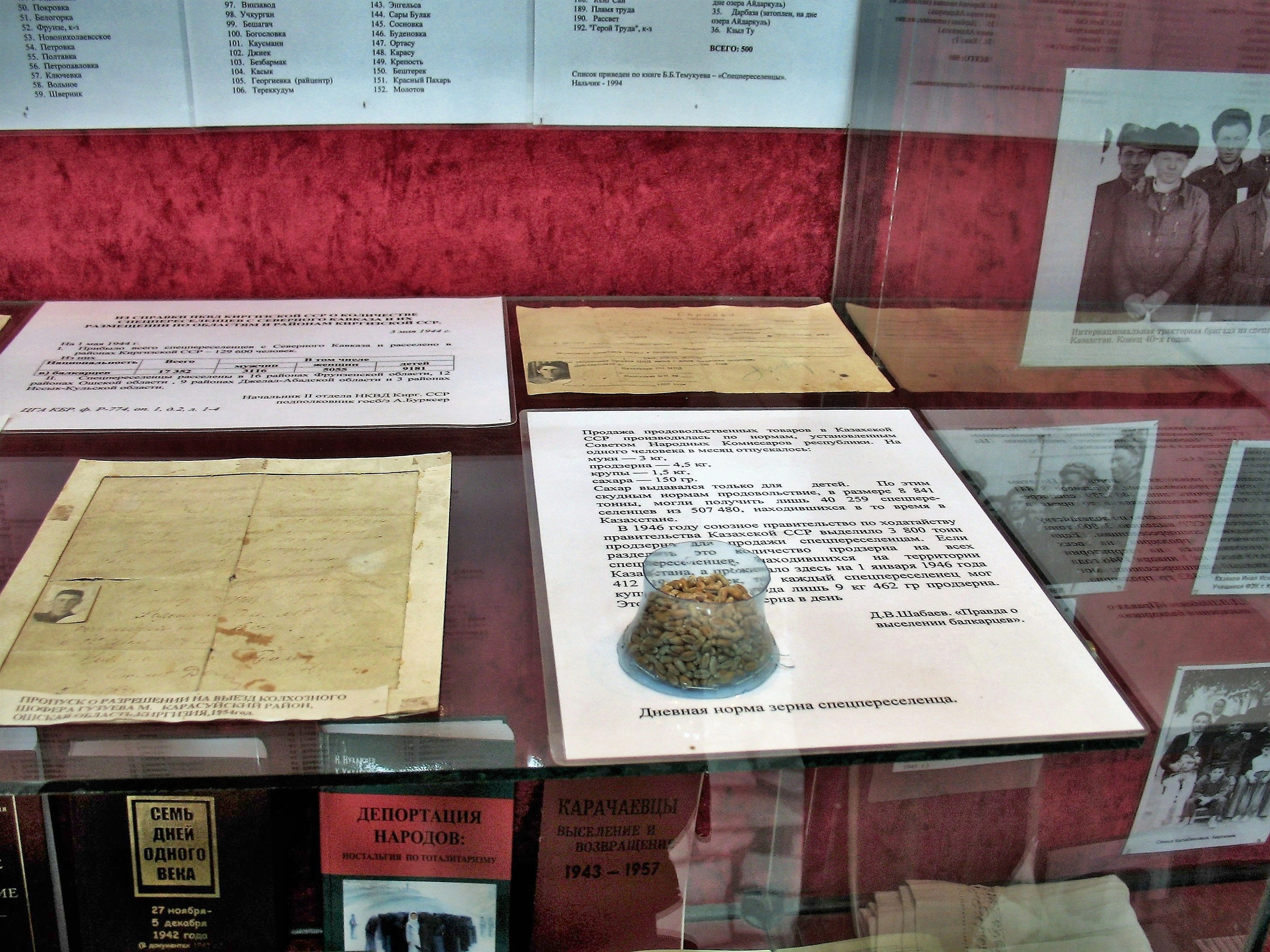
Denní příděl obilí pro jednoho vysídlence (na snímku uprostřed)

Součástí památníku je též archív, v němž jsou uloženy originální dokumenty, dobové fotografie a předměty osobní potřeby vysídlenců. Shromažďování materiálů, jehož součástí byl i sběr dokumentů a exponátů od obyvatel obcí Kabardsko-Balkarska, probíhalo od roku 2001. Bylo tak získáno například kolem 1000 fotografií a také řada originálních dokumentů, týkajících se života Balkarů ve vyhnanství.
Jsou zde například doklady o tom, jaké byly příděly potravin pro vysídlence, umístěné v Kazachstánu. Podle norem, stanovených Radou lidových komisařů republiky, činil měsíční příděl 3 kg mouky, 1,5 kg krup a 4,5 kg zrní (pšenice) na osobu. Měsíční příděl cukru byl 150 gramů, avšak nárok na něj měly jen děti. Ani tyto zcela nedostatečné normy však nebyly naplňovány, protože celková dodávka potravin ve výši 8 841 tun postačovala podle uvedených norem jen pro 40 259 vysídlenců, zatímco skutečný počet příslušníků národů, deportovaných z různých míst Sovětského svazu, byl v Kazachstánu 507 480.
Podle archívních dokumentů bylo vojsky NKVD jen z Kabardsko-Balkarska vysláno na východ 14 nákladních vlaků, v nichž bylo deportováno 37 713 Balkarů. Z tohoto počtu tvořily 52 % děti a 30 % ženy (k deportaci došlo v době druhé světové války, takže většina mužů v produktivním věku byla na frontě). V roce 1948, tj. za pouhé čtyři roky od násilného vysídlení, z celkového počtu deportovaných Balkarů zemřelo 27,8 %.